# Chaos de Nîmes-le-Vieux

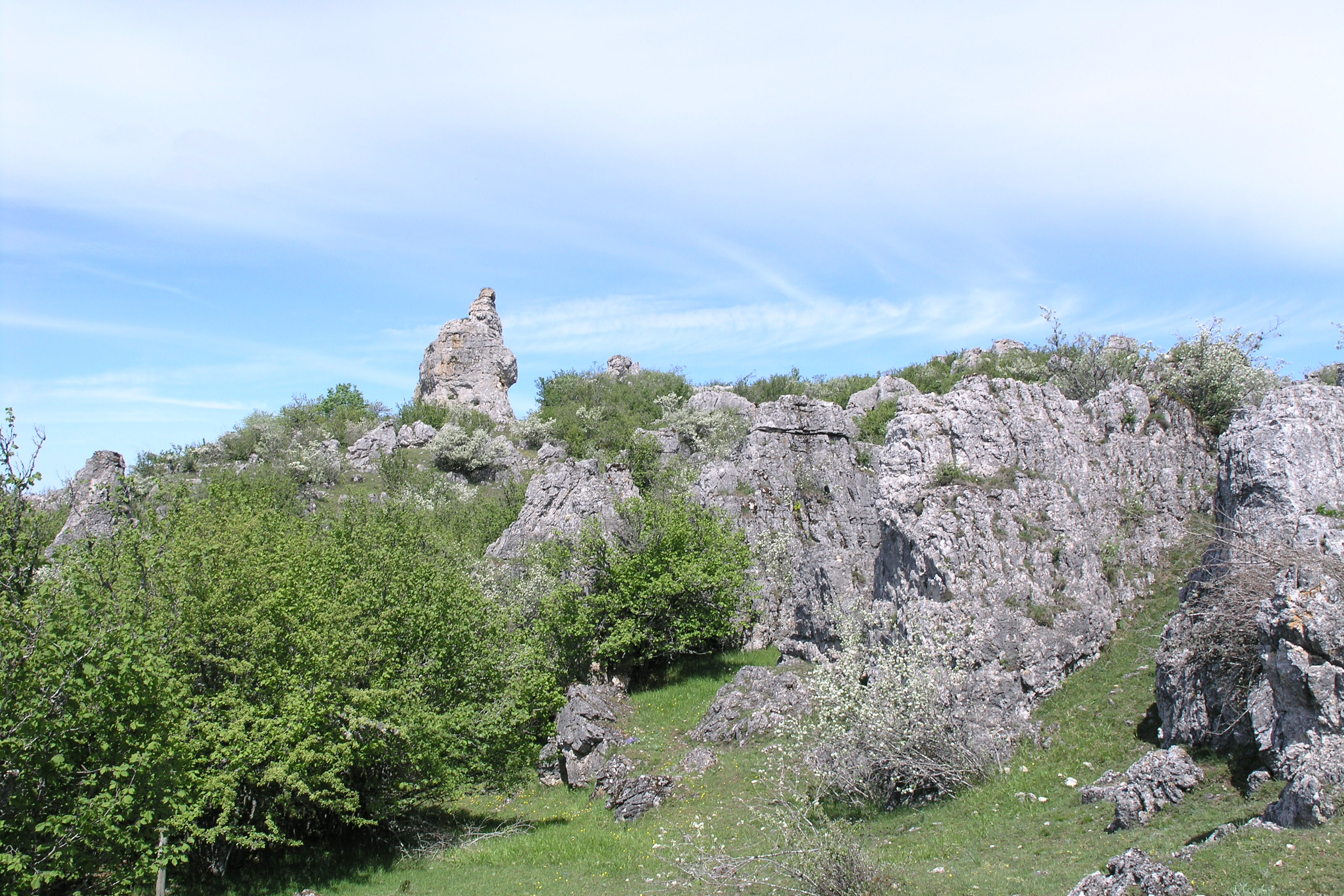

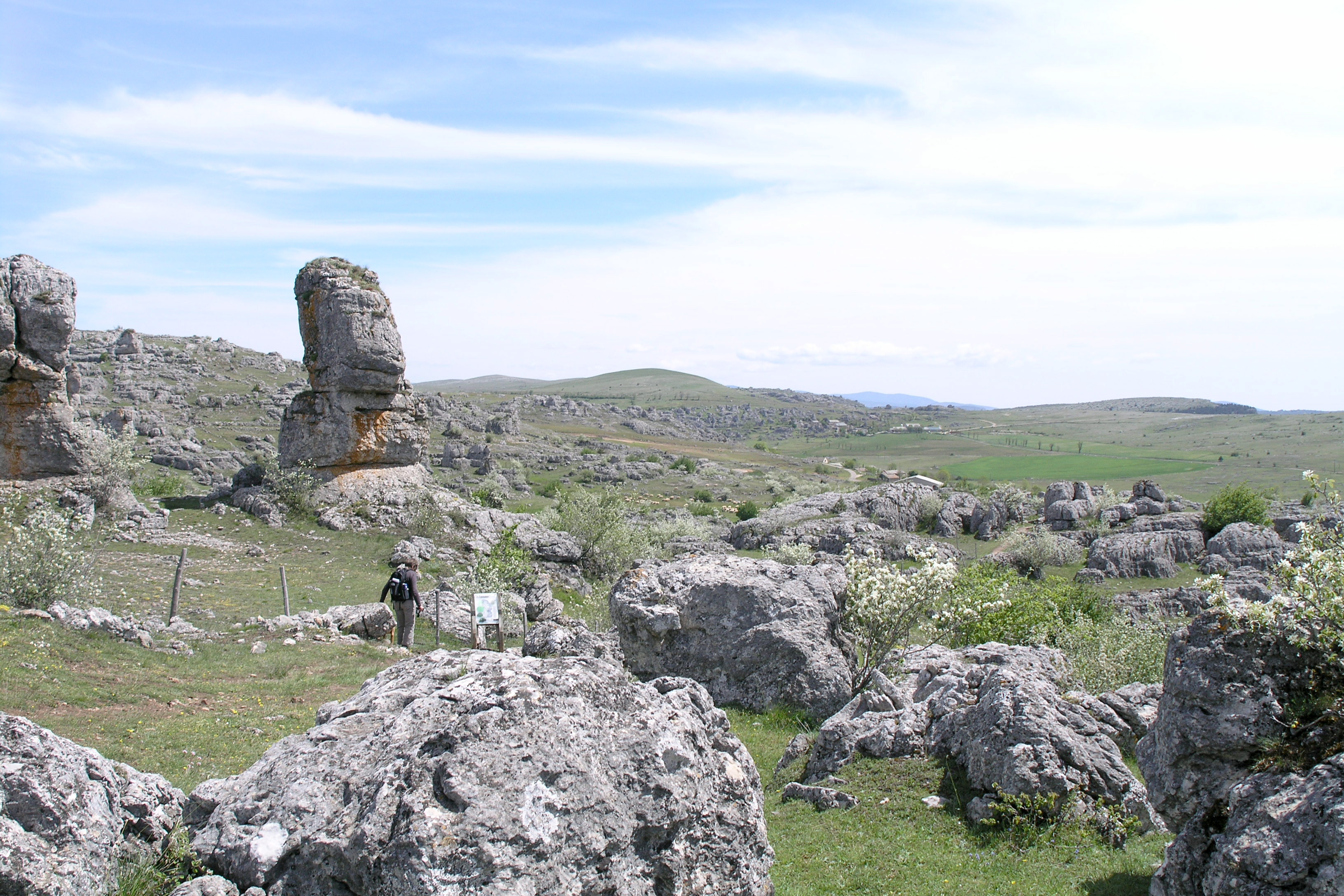

Chaos de Nîmes-le-Vieux is een rotsformatie gelegen in het noordoosten van de Causse Méjean in het departement Lozère in Frankrijk.
Nîmes-le-Vieux ligt ten noorden van de Col du Perjuret op de D907 tussen Florac en Meyrueis.

## Geschiedenis
Chaos de Nîmes-le-Vieux ligt in het Nationaal Park Cévennes in de Cévennes en in 1908 zo genoemd door Paul Arnal, dominee te Vebron en Uzès en stichter van de Club Cévenol .